# Bradina aulacodialis
Bradina aulacodialis là một loài bướm đêm trong họ Crambidae.